# Yoshiharu Habu
Yoshiharu Habu, Maestro FIDE (羽生善治 Habu Yoshiharu?, nacido el 27 de septiembre de 1970, Tokorozawa) es un jugador de shōgi profesional. Su profesor es Tatsuya Futakami. Habu es la única persona en ostentar siete grandes títulos profesionales de shōgi simultáneamente y es asimismo la única persona que ha calificado como poseedor vitalicio de siete grandes títulos. En enero de 2018, Habu se convirtió en el primer jugador profesional de shōgi en recibir el Premio de Honor Nacional en Japón.

## Biografía

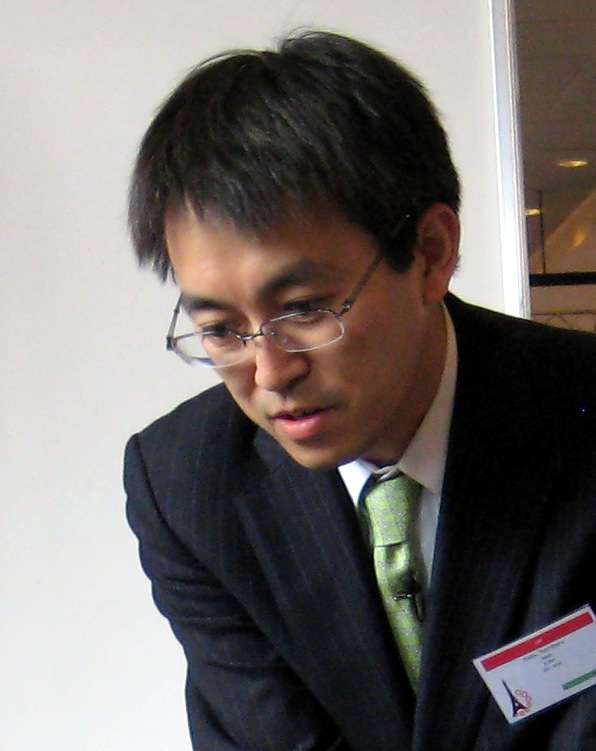
Yoshiharu Habu

### Infancia
Yoshiharu Habu nació en Tokorozawa, Saitama, en 1970 y se mudó a Hachioji, Tokio, antes de entrar al jardín infantil. El primer contacto de Habu con el shogi fue en su primer año de escuela primaria, cuando sus compañeros de clase le enseñaron los movimientos de las piezas del shogi. Demostró tal fascinación por el juego que su madre lo inscribió en un torneo de shogi en el Club de Shogi de Hachioji en el verano de 1978. Si bien fue eliminado durante las rondas preliminares con un registro de una victoria y dos derrotas, sus padres lo llevaron al club de shogi cada fin de semana a partir de octubre de 1978. Habu mejoró de manera tan rápida que fue ascendido a 5-dan aficionado en octubre de 1981 a la edad de once años.  
Durante sus días en la escuela primaria, Habu participaba regularmente en torneos regionales y nacionales de shogi, especialmente para niños. En estos torneos, Habu jugó contra muchos niños de su edad que también habrían de convertirse en jugadores profesionales, incluyendo a Toshiyuki Moriuchi, Yasumitsu Sato y Manabu Senzaki. A los jugadores nacidos alrededor del año 1970 se les conoce en Japón como la "generación de Habu," no solo por haber nacido en el mismo año sino también por sus sobresalientes logros como jugadores. 
En julio de 1981, Habu calificó para participar en el Torneo Meijin Aficionado como el representante más joven en la historia del Área Suburbana de Tokio,y ganó cuatro torneos para niños de escuela primaria en agosto del mismo año. En abril de 1982, Habu ganó el 7o. torneo Meijin de Escuelas Primarias. Expresó su deseo de hacerse jugador profesional y pidió consejo a Kasuyasu Najima, quien era propietario del Club de Shogi de Hachioji y estudiante de Tatsuya Futakami. Habu solicitó su admisión a la escuela de aprendices de la Asociación Japonesa de Shogi como estudiante de Futakami y fue aceptado en 1982. 

### Jugador Profesional
Habu alcanzó el nivel de 4-dan profesional en 1985 a la edad de 14 años, convirtiéndose en el tercer estudiante de secundaria en la historia del shogi profesional por detrás de Hifumi Kato y Koji Tanigawa. En 1989, a la edad de 19 años, Habu, para entonces 6-dan, obtuvo el título del célebre campeonato de Ryūō, derrotando a Akira Shima quien coordinaba un grupo de estudio de shogi de cuatro personas llamado "Shimaken" del que Habu también hacía parte. Esta fue la primera vez en que Habu ganó uno de los siete grandes títulos lo que lo convirtió, para ese tiempo, en el jugador más joven de la historia en ostentar un título. Si bien perdió el título de Ryūō ante Tanigawa el año siguiente, Habu ganó el título de Kiō cuatro meses después en 1991. Desde entonces ostentó al menos uno de los siete grandes títulos cada año de manera ininterrumpida hasta el año 2018. En consecuencia, durante estos 27 años nunca se le llamó por su rango de dan, ya que la costumbre es la de llamar a los campeones por su título. 
Tras acumular tres grandes campeonatos (el Ryūō en 1989 y el Kiō en 1991 y 1992) Habu calificó para ser ascendido al grado de 9-dan en marzo de 1992, pero las reglas de ascenso existentes determinaban que debía alcanzar el grado de 8-dan primero y luego esperar un año para ser ascendido. A raíz de esto fue ascendido a 9-dan el 1 de abril de 1994.  
En 1992, Habu ganó el torneo Ōza derrotando a Bungo Fukusaki, para por primera vez ostentar dos títulos simultáneamente (Kiō and Ōza). Mantendría el título de Ōza por diecinueve periodos consecutivos. En 1996 (febrero 14 a julio 30), Habu se convirtió en el primer profesional en la historia en ostentar los siete grandes títulos de manera simultánea (Meijin, Ryūō, Kisei, Ōi, Ōza, Kiō, y Ōshō), una hazaña mayor que no se ha repetido desde entonces.   
En julio de 2012 Habu obtuvo su título número 81 al ganar el título de Kisei, alcanzando así el primer lugar en la lista de jugadores con mayor número de títulos obtenidos en toda la historia, sobrepasando los 80 títulos obtenidos por Yasuharu Oyama.  
En junio de 2014, Habu derrotó al defensor del título de Meijin Toshiyuki Moriuchi cuatro partidas a cero convirtiéndose así en el 72o Meijin. Al ganar este título Habu empató con Moriuchi y Yoshio Kimura en el tercer lugar en la lista de jugadores en haber obtenido más títulos de Meijin y se convirtió en el primer jugador en recapturar el título por tercera vez. 
En noviembre de 2014 Habu ganó su juego oficial 1,300, convirtiéndose en el cuarto jugador en alcanzar esta marca, el más joven en hacerlo (44 años y un mes) y el más rápido en lograrlo desde alcanzar el nivel profesional (28 años y 11 meses). La victoria de Habu ocurrió durante su juego 1,801 como profesional y su porcentaje de victorias de 72.3̥% en ese entonces es el más alto históricamente entre los jugadores profesionales en alcanzar 1,300 victorias oficiales, 
En diciembre de 2017 Habu derrotó a Akira Watanabe para obtener el título de 30 Ryūō. Fue el séptimo título de Ryūō para Habu lo que le calificó para el título de Ryūō vitalicio.  Esto también le hizo el primer jugador en la historia en calificar para títulos vitalicios en los siete grandes torneos. 
El 5 de enero de 2018, Habu se convirtió en el primer jugador profesional en recibir el Premio de Honor de Japón. En noviembre de 2018 se anunció que también recibiría la Medalla con Listón Púrpura. 
El 21 de noviembre de 2018 Habu se convirtió en el séptimo jugador profesional en jugar 2000 juegos oficiales, y el más joven en lograrlo (48 años y 1 mes) y el más rápido en hacerlo, y con el porcentaje de victorias más alto.  
El 21 de diciembre de 2018 Habu perdió el título de Ryūō ante el retador Akihito Hirose 4 juegos a 3. Esta derrota marcó la primera vez en 27 años en que Habu no ostentaba ninguno de los siete grandes títulos profesionales de shogi. Unos días después Habu expresó su deseo de ser llamado oficialmente Habu 9-dan en vez de "Ex-Ryūō Habu," como algunos de los campeones de Ryuou deciden ser llamados el año siguiente a la pérdida del título. 
Habu derrotó a Masataka Goda el 17 de marzo del 2019 para obtener así la victoria en el torneo 68 de la NHK Cup. Fue la decimoprimera vez que Habu ganó el torneo y su campeonato menor número 45, con lo que rompió el récord de 44 campeonatos que compartía con Oyama. 
El 4 de junio de 2019 derrotó a Takuya Nagase para convertirse en el jugador profesional con mayor número de victorias de la historia, con 1,434 victorias. Habu había alcanzado el récord de Oyama de 1,433 victorias una semana antes. Su victoria número 1,434 ocurrió en su juego 2,027 como profesional lo que constituye un porcentaje general de victorias de 0.708. 
Asimismo, Habu es uno de los mejores jugadores de ajedrez de Japón, con una puntuación Elo de 2415 (en enero de 2014). En noviembre de 2014 jugó dos partidas rápidas de exhibición contra Garry Kasparov en Japón.  
Habu se encuentra casado con la actriz y cantante Rie Hatada desde 1996, con quien tiene dos hijas.

## Cronología
- 1982, 2 de diciembre: 6-kyu
- 1983, 2 de febrero: 5-kyu (6 victorias, 3 derrotas)
- 1983, 28 de marzo: 4-kyu (6 victorias, ninguna derrota)
- 1983, 11 de mayo: 3-kyu: (6 victorias, ninguna derrota)
- 1983, 7 de julio: 2-kyu: (6 victorias, ninguna derrota)
- 1983, 24 de agosto: 1-kyu: (6 victorias, ninguna derrota)
- 1984, 11 de enero: 1-dan (12 victorias, 4 derrotas)
- 1984, 10 de septiembre: 2-dan (14 victorias, 5 derrotas)
- 1985, 25 de abril: 3-dan (12 victorias, 4 derrotas)
- 1985, 12 de diciembre: 4-dan (13 victorias, 4 derrotas)
- 1988, 1 de abril: 5-dan (debido a la promoción de la clase C1 del Meijinsen)
- 1989, 1 de octubre: 6-dan (por ser el aspirante al Ryūō)
- 1990, 1 de octubre: 7-dan (por ser el ganador del título Ryūō)
- 1993, 1 de abril: 8-dan (se unió a la clase A del Meijinsen)
- 1994, 1 de abril: 9-dan (promoción especial)

## Títulos y otros campeonatos
Títulos
| Título | Años                                       | Total |
| ------ | ------------------------------------------ | ----- |
| Ryūō   | 1989, 1992, 1994 - 1995, 2001 - 2002, 2017 | 7     |
| Meijin | 1994 - 1996, 2003, 2008-2010, 2014-2015    | 9     |
| Kisei  | 1993 - 1995, 2000, 2008-2017               | 16    |
| Ōi     | 1993 - 2001, 2004 - 2006, 2011-2016        | 18    |
| Ōza    | 1992-2010, 2012-2016                       | 24    |
| Kiō    | 1991-2002, 2005                            | 13    |
| Ōshō   | 1996-2001, 2003, 2005-2009                 | 12    |

Títulos honorarios: Meijin, Kisei, Ōi, Ōza, Kiō, Ōshō. 
Otros torneos
| Torneo              | Años en que lo ganó                                    |
| ------------------- | ------------------------------------------------------ |
| Asahi Open          | 1989, 1991, 1998, 2003 - 2006, 2009, 2011, 2013 - 2015 |
| Copa NHK de shōgi   | 1989, 1992, 1997-1999, 2001, 2008-2011, 2018           |
| Nihon Series        | 1991, 1998, 2003                                       |
| Ginga-sen           | 1997, 2000, 2001, 2004, 2006, 2012                     |
| Hayazashi Senshuken | 1992, 1995                                             |
| Shinjin-Ō (shogi)   | 1988                                                   |